# 상어 (1989년 드라마)
《상어》는 1989년 6월 18일 MBC TV에서 방영된 베스트셀러극장이다.

## 줄거리
원래는 '도시의 향락문화 고발'이라는 비판적 주제를 가지고
서울올림픽이 한창이던 1988년 10월에 제작완료하였으나 TV에 방송되기에 적합한가 하는 윤리성 시비로 4번이나 방영이 보류된 끝에 1989년 6월 18일에야 방영된 작품이다.
시골에서 상경한 씨름선수 일봉(이한수)의 눈을 통해 서울의 향락업소 실태를 고발한 작품.

## 출연
- 이한수
- 허윤정
- 김성일
- 손창호
- 이희도
- 양택조
- 성병숙
- 정한헌
- 이기영
- 김사천